# Hemipterodes divaricata
Hemipterodes divaricata är en fjärilsart som beskrevs av W. Warren 1897. Hemipterodes divaricata ingår i släktet Hemipterodes, och familjen mätare. Inga underarter finns listade i Catalogue of Life.